# Anastasiya Pidpalova

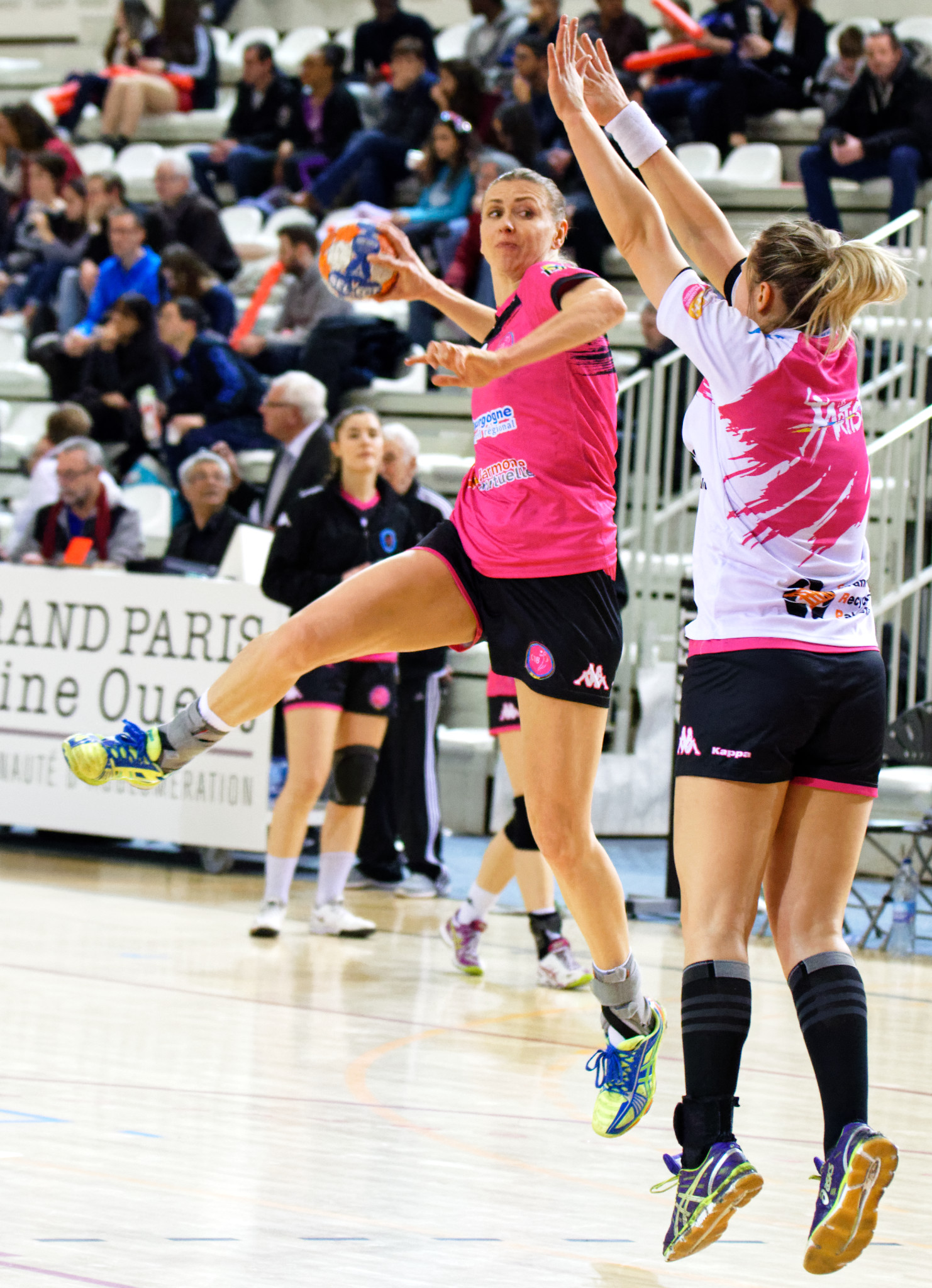
Anastasiya Pidpalova avec Dijon, le 5 mars 2016.

Anastasiya Pidpalova, née Anastasiya Borodina le 5 janvier 1982 à Kherson, est une joueuse internationale ukrainienne de handball, évoluant au poste d'arrière gauche.

## Carrière
Anastasiya Pidpalova débute au Dnepryanka Kherson (en) avant de rejoindre au cours de la saison 2002-2003 le HC Motor Zaporijjia avec lequel elle va remporte le Championnat d'Ukraine chaque saison jusqu'en 2008, année de son départ pour le club roumain du CS Oltchim Râmnicu Vâlcea. Elle y remporte trois titres de Championne de Roumanie et atteint la finale de la Ligue des champions en 2010. Elle passe ensuite deux saisons en Russie au Dinamo Volgograd, remportant le Championnat en 2012.
Elle rejoint en février 2013 le Metz Handball et s'engage jusqu'à la fin de la saison,. Elle dispute notamment la finale de la coupe EHF, perdue face aux danoises de Holstebro. En mai 2013, à la suite des victoires en championnat et en coupe de France, elle prolonge son bail d'une saison supplémentaire.
A l’automne 2013, elle quitte cependant Metz pour rejoindre le club du HBC Brest Pen Ar Bed qui évolue en Nationale 1. En mai 2014, elle signe pour une saison avec le Cercle Dijon Bourgogne, promu en première division. À Dijon, elle réalise de bonnes performances durant deux saisons mais, à 34 ans, n'est pas conservée à l'issue de son contrat. Elle s'engage alors avec Le Havre, en deuxième division.

## Palmarès

### En équipe nationale
Jeux olympiques
- médaille de bronze aux Jeux olympiques de 2004 à Athènes

championnats d'Europe
- 14e place au championnat d'Europe 2012
- 16e place au championnat d'Europe 2014

### En clubs
compétitions internationales
- finaliste de la Ligue des champions en 2010 (avec CS Oltchim Râmnicu Vâlcea)
- finaliste de la coupe EHF en 2013[8] (avec Metz Handball)

compétitions nationales
- vainqueur du Championnat d'Ukraine en 2003, 2004, 2005, 2006, 2007 et 2008 (avec HC Motor Zaporijia)
- vainqueur du Championnat de Roumanie en 2009, 2010 et 2011 (avec CS Oltchim Râmnicu Vâlcea)
- vainqueur de la Coupe de Roumanie en 2011
- vainqueur du Championnat de Russie en 2012 (avec HC Dinamo Volgograd)
- vainqueur du Championnat de France en 2013[9] et 2014 (avec Metz Handball)
- vainqueur de la Coupe de France en 2013[10] (avec Metz Handball)